# Maria Teresa Coppo Gavazzi
Maria Teresa Coppo Gavazzi (Milano, 26 marzo 1937) è una politica italiana, esponente della Democrazia Cristiana e già parlamentare europea.
È subentrata al Parlamento europeo nel maggio 1993, dopo essere stata candidata alle elezioni del 1989 per la lista della DC. È stata membro della Commissione per la protezione dell'ambiente, la sanità pubblica e la tutela dei consumatori, della Commissione per le petizioni e della Delegazione per le relazioni con la Repubblica popolare cinese.